# 桜葉星菜。
桜葉 星菜。（さくらば せいな、1987年10月25日 - ）は冒険企画局所属のクリエイター。通称「せなっぱ」。血液型B型のさそり座。声優志望でかわいい声が特徴。

## 来歴
相模女子大学出身。
中学生の頃からコンベンションでTRPGを遊んでいた。
大学在学中にRole&Roll57号の連載漫画『スピタのコピタの！』第62卓にて「小町梨純」の名前で『ダークブレイズ』のプレイヤーとして参加する。
大学卒業後の2010年から秋葉原のアナログゲームショップ「Role&Roll Station秋葉原店」の店員として3年間勤務。この期間中、Role&Roll Station（秋葉原店と横浜店）の店内プレイスペースで「Rolling Star Convention」の主催を9回、またRole&Roll誌74号から103号まで、店の見開き広告ページ内でミニ連載「おまちりずむのハートをころがせ！」を担当。
2013年3月に店員を卒業し、翌月冒険企画局所属となる。

## アクティビティー
- 『シノビガミ・リプレイ戦』化野天華のプレイヤー（小町梨純名義）[5]
  - 「リプレイには初心者的存在が必要だ」という編集サイドのもくろみで参加したが、実際は冒険企画局作品の大ファンで、「シノビガミ」を何度も遊んでいる凄腕ゲーマーと紹介されている[3]。
- 『キルデスビジネス』-リプレイパートの「シマイ」のプレイヤー[6]
- 「冒険TV」／「砂時計ポッドキャスト」パーソナリティ[1]